# Honeysuckle Rose

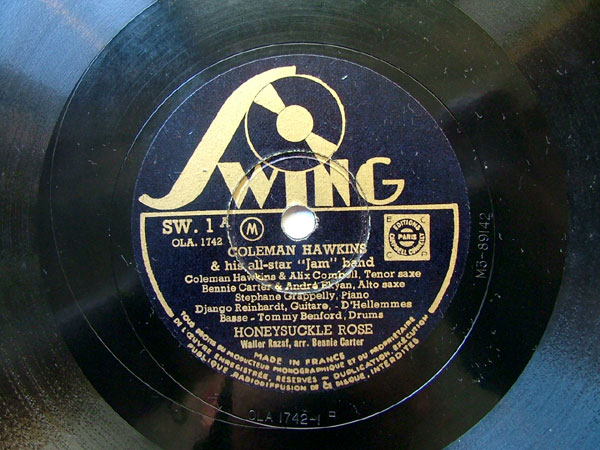
„Honeysuckle Rose“ von der Pariser Session 1937 von Django Reinhardt, Stephane Grappelli, Coleman Hawkins, Alix Combelle und Benny Carter für das Label Swing

Honeysuckle Rose ist eine Komposition von Fats Waller mit einem Text von Andy Razaf aus dem Jahr 1928. Aufgrund des Harmonieschemas wurde dieser Song die Grundlage weiterer Stücke des Modern Jazz (sog. bebop head).

## Entstehung und Kennzeichen des Stücks
Honeysuckle Rose ist eine frühe Swing-Nummer mit 32 Takten in der Lied-Form AABA. Die Melodiebildung bevorzugt einen Halbnoten-swing im A-Teil; das Stück ist in einer Dur-Tonart. Es sollte ursprünglich im moderaten Tempo gespielt werden. Das Autorenteam hat den Song für die Harlem-Show Load of Coal geschrieben, die im Nachtclub Connie’s Inn aufgeführt wurde. Das Stück entstand innerhalb kurzer Zeit. Razaf schrieb zunächst den Text und übermittelte ihn Waller am Telefon, der dann noch während des gleichen Telefonats die Melodie schrieb.
Es ist ein frech-frivoler Kabarettsong über eine Liebe, die süßer als jede Honigblume ist (Honeysuckles sind im Englischen Heckenkirschen), der jedoch voller Mehrdeutigkeiten steckt (z. B. „Don't buy sugar, you just have to touch my cup“).

## Wirkungsgeschichte
Bereits wenige Tage nach der ersten Aufführung wurde Honeysuckle Rose durch Mildred Bailey im Radio in Paul Whitemans Old Gold Show vorgestellt, wobei sie es in rascherem Tempo vortrug. 1930 nahmen McKinney’s Cotton Pickers und 1931 auch Frankie Trumbauer mit seinem Orchester den Song auf; ihre Platten wurden jedoch keine Hits. Erst eine Aufnahme des Fletcher Henderson Orchestra von 1933 erreichte Platz 18 der Hitparade. Weitere Aufnahmen bestätigten das Hitpotenzial des Songs:
- Red Norvo and His Orchestra (1935, mit Mildred Bailey als Sängerin, #9)
- Fats Waller (1935, #17)
- The Dorsey Brothers Orchestra (1935, mit den Vokalisten Don Mattison, Skeets Herfurt and Roc Hillman, #17)
- A-Seite einer RCA Victor-„All Star Group“-Single (Titel A Jam Session At Victor);  mit Bunny Berigan, Tommy Dorsey, Fats Waller, Dick McDonough und George Wettling (1937, #4)

1943 wurde Honeysuckle Rose auch in dem Film Thousands Cheer gespielt.
Die Mehrdeutigkeit des Songtextes wurde von Entertainern „immer wieder in publikumswirksame Komik umgesetzt – oft als parodistisches Liebes-Duett“. So haben Louis Jordan, Louis Armstrong, Slim Gaillard, Joe Carroll, aber auch Fats Waller selbst mit dem Witz des Songs gespielt. Dagegen hat Ella Fitzgerald „durch flotte Scats von der Frivolität des Textes eher abgelenkt.“
Das Stück wurde zu einem der meistgespielten Jamsession-Stücke der Swingära. Benny Carter legte 1937 eine Bearbeitung für vier Saxophone vor, an deren Einspielung auch Coleman Hawkins beteiligt war, der das Stück immer wieder einspielte. Zudem bildete er die Basis für bedeutende Kompositionen des Bebop, wie Marmaduke oder Scrapple from the Apple von Charlie Parker. Auch im Modern Jazz wurde der Titel von Pianisten wie Bud Powell, Thelonious Monk, Oscar Peterson, Abdullah Ibrahim und Uri Caine gespielt.
Weiterhin sind Ray Brown und Joe Pass zu nennen. Eine besondere Version hat John Carters Clarinet Summit im Public Theatre in New York 1981 eingespielt.